# Liste der Burgen und Schlösser in der Woiwodschaft Lebus
Die Liste der Burgen und Schlösser in der Woiwodschaft Lebus umfasst bestehende und verfallene Burgen und Schlösser in der polnischen Woiwodschaft Lebus.

## Burgen und Schlösser
| Name                                     | Ort                   | Baustil      | Lage und Anmerkungen          | Bild |
| ---------------------------------------- | --------------------- | ------------ | ----------------------------- | ---- |
| Schloss Biecz                            | Biecz                 | Barock       | Ruine                         |      |
| Schloss Bielice                          | Bielice               | Historismus  | Erhalten                      |      |
| Schloss Boyadel (Pałac Bojadła)          | Bojadła               | Barock       | (Lage)                        |      |
| Schloss Windischborau                    | Borów Polski          | Gotik        | Ruine                         |      |
| Schloss Pförten                          | Brody                 | Barock       | Ruine                         |      |
| Schloss Brunzelwaldau (Pałac Broniszów)  | Broniszów             | Barock       | (Lage) Wasserschloss          |      |
| Schloss Brestau                          | Brzostowa             | Historismus  | Erhalten                      |      |
| Schloss Buckow                           | Buków                 | Historismus  | Erhalten                      |      |
| Schloss Kunzendorf                       | Chichy                | Klassizismus | Erhalten                      |      |
| Schloss Kutschlau                        | Chociule              | Historismus  | Erhalten                      |      |
| Schloss Hertwigswaldau                   | Chotków               | Barock       | Ruine                         |      |
| Schloss Zyrus                            | Czciradz              | Barock       | Ruine                         |      |
| Schloss Tschirndorf                      | Czerna                | Historismus  | Ruine                         |      |
| Schloss Tzscheeren                       | Czerna                | Historismus  | Ruine                         |      |
| Schloss Tamsel                           | Dąbroszyn             | Historismus  | Erhalten                      |      |
| Schloss Groß Dammer                      | Dąbrówka Wielkopolska | Historismus  | Erhalten                      |      |
| Schloss Geyersdorf                       | Dębowa Łęka           | Historismus  | Erhalten                      |      |
| Schloss Driesen                          | Drezdenko             | Barock       | Erhalten                      |      |
| Schloss Wallwitz                         | Drwalewice            | Historismus  | Erhalten                      |      |
| Burg Dittersbach                         | Dzietrzychowice       | Gotik        | Ruine                         |      |
| Schloss Gleißen                          | Glisno                | Klassizismus | Erhalten                      |      |
| Schloss Ober Görzig                      | Gorzyca               | Historismus  | Erhalten                      |      |
| Schloss Sprottischdorf                   | Henryków              | Klassizismus | Erhalten                      |      |
| Schloss Halbau                           | Iłowa                 | Historismus  | Erhalten                      |      |
| Schloss Girbigsdorf (bis 1928 Johnsdorf) | Janowiec              | Gotik        | Ruine                         |      |
| Schloss Arensdorf                        | Jarnatów              | Historismus  | Erhalten                      |      |
| Schloss Gassen                           | Jasień                | Barock       | Ruine                         |      |
| Schloss Hennersdorf                      | Jędrzychowice         | Historismus  | Erhalten                      |      |
| Schloss Hirschfeldau                     | Jelenin Górny         | Historismus  | Ruine                         |      |
| Schloss Kalzig                           | Kalsk                 | Klassizismus | Erhalten                      |      |
| Schloss Unruhstadt                       | Kargowa               | Barock       | Erhalten                      |      |
| Schloss Kleinitz                         | Klenica               | Historismus  | Erhalten                      |      |
| Schloss Kontopp                          | Konotop               | Barock       | Ruine                         |      |
| Schloss Kunersdorf                       | Konradowo             | Historismus  | Erhalten                      |      |
| Schloss Küstrin                          | Kostrzyn nad Odrą     | Barock       | Ruine                         |      |
| Kalckreut-Schloss Kożuchów               | Kożuchów              | Barock       | Ruine                         |      |
| Schloss Kożuchów                         | Kożuchów              | Gotik        | Erhalten                      |      |
| Schloss Crossen                          | Krosno Odrzańskie     | Gotik        | Ruine                         |      |
| Schloss Kurzig                           | Kursko                | Historismus  | Erhalten                      |      |
| Schloss Lessendorf                       | Lasocin               | Barock       | Rekonstruiert                 |      |
| Schloss Merzdorf                         | Lubinicko             | Barock       | Erhalten                      |      |
| Schloss Königswalde                      | Lubniewice            | Klassizismus | Erhalten                      |      |
| Schloss Liebesitz                        | Luboszyce             | Historismus  | Erhalten                      |      |
| Schloss Sommerfeld                       | Lubsko                | Renaissance  | Erhalten                      |      |
| Johanniterburg Lagow                     | Łagów                 | Gotik        | Erhalten                      |      |
| Schloss Lang-Heinersdorf                 | Łęgowo                | Historismus  | Ruine                         |      |
| Burg Meseritz                            | Międzyrzecz           | Gotik        | Ruine                         |      |
| Schloss Mehrenthin                       | Mierzęcin             | Historismus  | Erhalten                      |      |
| Burg Möstchen                            | Mostki                | Historismus  | Erhalten                      |      |
| Schloss Muschten                         | Myszecin              | Historismus  | Erhalten                      |      |
| Schloss Nickern                          | Niekarzyn             | Historismus  | Erhalten                      |      |
| Schloss Neudorf                          | Nowa Wieś             | Historismus  | Erhalten                      |      |
| Schloss Oggerschütz                      | Ojerzyce              | Historismus  | Erhalten                      |      |
| Schloss Wutzig                           | Osiek                 | Historismus  | Ruine                         |      |
| Schloss Röhrsdorf                        | Osowa Sień            | Historismus  | Erhalten                      |      |
| Schloss Deutsch-Wartenberg               | Otyniec               | Gotik        | Ruine                         |      |
| Schloss Pommerzig                        | Pomorsko              | Historismus  | Erhalten                      |      |
| Schloss Seeläsgen                        | Przełazy              | Historismus  | Erhalten                      |      |
| Burg Priebus                             | Przewóz               | Gotik        | Ruine                         |      |
| Schloss Ober Pritschen                   | Przyczyna Górna       | Historismus  | Erhalten                      |      |
| Mendel-Schloss Ober Pritschen            | Przyczyna Górna       | Historismus  | Erhalten                      |      |
| Schloss Prittisch                        | Przytoczna            | Historismus  | Erhalten                      |      |
| Schloss Prittag                          | Przytok               | Historismus  | Erhalten                      |      |
| Schloss Rogi                             | Rogi                  | Historismus  | Erhalten                      |      |
| Schloss Rückersdorf                      | Siecieborzyce         | Barock       | Ruine                         |      |
| Schloss Carolath                         | Siedlisko             | Renaissance  | (Lage) nur teilweise erhalten |      |
| Schloss Schlawa                          | Sława                 | Klassizismus | Erhalten                      |      |
| Johanniterburg Sonnenburg                | Słońsk                | Gotik        | Ruine                         |      |
| Schloss Zölling                          | Solniki               | Klassizismus | Erhalten                      |      |
| Schloss Charlottenhof                    | Sosny                 | Klassizismus | Ruine                         |      |
| Schloss Stennewitz                       | Stanowice             | Historismus  | Erhalten                      |      |
| Schloss Streidelsdorf                    | Studzieniec           | Barock       | Ruine                         |      |
| Schloss Herwigsdorf                      | Stypułów              | Klassizismus | Ruine                         |      |
| Schloss Nieder Zauche                    | Sucha Dolna           | Historismus  | Ruine                         |      |
| Burg Züllichau                           | Sulechów              | Gotik        | Rekonstruiert                 |      |
| Schloss Stentsch                         | Szczaniec             | Renaissance  | Ruine                         |      |
| Schloss Sprottau                         | Szprotawa             | Gotik        | Ruine                         |      |
| Burg Schweinitz                          | Świdnica              | Manierismus  | Erhalten                      |      |
| Schloss Schweinitz                       | Świdnica              | Klassizismus | Ruine                         |      |
| Schloss Schwiebus                        | Świebodzin            | Renaissance  | Ruine                         |      |
| Schloss Tarnau                           | Tarnów Jezierny       | Spätbarock   | Erhalten                      |      |
| Schloss Topper                           | Toporów               | Historismus  | Rekonstruiert                 |      |
| Schloss Trebschen                        | Trzebiechów           | Historismus  | Erhalten                      |      |
| Schloss Triebel                          | Trzebiel              | Renaissance  | Ruine                         |      |
| Schloss Treppeln                         | Trzebule              | Historismus  | Ruine                         |      |
| Schloss Waitze                           | Wiejce                | Neobarock    | Erhalten                      |      |
| Schloss Wittgendorf                      | Witków                | Gotik        | Ruine                         |      |
| Schloss Nißmenau                         | Włostów               | Historismus  | Ruine                         |      |
| Schloss Woynowo                          | Wojnowo               | Historismus  | Erhalten                      |      |
| Schloss Saabor (Pałac Zabór)             | Zabór                 | Barock       | (Lage)                        |      |
| Schloss Hinzendorf                       | Zamysłów              | Spätbarock   | Ruine                         |      |
| Schloss Günthersdorf                     | Zatonie               | Barock       | Ruine                         |      |
| Schloss Kaltenbriesnitz                  | Zimna Brzeźnica       | Historismus  | Ruine                         |      |
| Schloss Sagan                            | Żagań                 | Barock       | Erhalten                      |      |
| Schloss Sorau                            | Żary                  | Barock       | Ruine                         |      |
| Promnitz-Schloss Sorau                   | Żary                  | Barock       | Ruine                         |      |
| Schloss Herzogswalde                     | Żubrów                | Barock       | Ruine                         |      |